# Mihălceni
Mihălceni – wieś w Rumunii, w okręgu Vrancea, w gminie Ciorăști. W 2011 roku liczyła 772
mieszkańców.